# Morés
Morés és un municipi de la província de Saragossa situat a la comarca de la Comunitat de Calataiud.

## Agermanaments
- Lo Torne